# Serrat Alt (Sant Esteve de la Sarga)
El Serrat Alt és un dels sectors centrals del Montsec d'Ares, que separa la Conca de Tremp, al Pallars Jussà, de la vall d'Àger, a la Noguera. A ponent seu hi ha el cim de Sant Alís.